# Mack Trucks
Mack Trucks è una società statunitense specializzata nella produzione di autocarri, appartenente alla Volvo dal 2002. La sede principale è situata a Greensboro, mentre la catena di montaggio è situata a Macungie.

## Storia
Nel 1890 John Mack viene assunto dalla Fallesen & Berry, un'azienda produttrice di carrozze con sede a New York, che nel 1893 è stata acquistata dallo stesso John e da suo fratello Augustus. L'anno successivo, dopo l'entrata in società di un terzo fratello, William, l'azienda ha iniziato a produrre motori a vapore ed elettrici. Nel 1900 i fratelli decidono di iniziare la produzione di veicoli e motori pesanti e aprono il primo impianto, dal quale nello stesso anno esce il Mack bus, che viene venduto ad una compagnia turistica. Nel 1902 viene fondata la Mack Brothers Company, con sede a New York. Nel 1904 viene introdotto il nome Manhattan sui prodotti Mack.
Nel 1905 i fratelli Mack si trasferiscono nella storica sede di Allentown, iniziando a produrre locomotive e vagoni ferroviari; Joseph Mack, un quarto fratello, entra inoltre in società. Nel 1909 esce un modello leggero da 1,5 tonnellate. Nel 1910 viene consegnata la prima autopompa motorizzata, dotata di gancio e scaletta, al dipartimento di Morristown. Nello stesso anno viene abolita la denominazione Manhattan: i veicoli Mack saranno d'ora in poi denominati Mack Trucks; Charles, il quinto fratello Mack entra inoltre in società. Il 23 settembre 1911 l'azienda viene fusa con la Saurer, un'azienda produttrice di veicoli pesanti con sede a Plainfield, formando la IMTC (International Motor Truck Company). La nuova azienda ha un fatturato di 2,6 milioni di dollari (1,6 portati da Saurer e 1 portato da Mack); l'anno successivo John e Joseph lasciano tuttavia l'azienda a seguito dei contrasti con i nuovi soci. Nel 1916 esce il modello Mack AC, del quale verranno prodotti oltre 40.000 esemplari, rendendolo uno dei prodotti di maggiore successo della società. Durante la prima guerra mondiale Mack ha consegnato oltre 6.000 autocarri agli eserciti di Stati Uniti e Gran Bretagna; grazie a questa fornitura la Mack viene scelta nel 1919 dall'esercito statunitense per condurre un esperimento sulla necessità di autostrade. In questi la Mack sviluppa inoltre diverse innovazioni sui propri veicoli, come purificatore dell'aria, filtro dell'olio, servofreno e semiasse. Nel 1918 viene dismesso il marchio Saurer e nel 1922 la IMTC diventa Mack Trucks, Inc. Nel 1932 viene disegnato lo storico simbolo dell'azienda, il bulldog, che viene immediatamente disegnato su tutti gli autocarri Mack. Nel 1933 l'azienda ha contribuito alla costruzione di diverse infrastrutture, tra le quali la diga di Hoover. Nel 1938 la Mack diventa la prima azienda a produrre motori Diesel pesanti. Negli stessi anni è iniziata la produzione della serie N, una famiglia di autocarri che avrà un successo notevole, diventando uno dei modelli storici della casa. Durante la seconda guerra mondiale la Mack ha prodotto e consegnato 29.965 autocarri agli eserciti di Stati Uniti, Gran Bretagna, Francia e Canada. Nel 1941 gli impianti di produzione sono stati spostati a New York, mentre la sede dell'azienda rimane ad Allentown. Nel 1951 gli impianti di produzione sono stati nuovamente spostati ad Allentown. Nel 1953 è uscita la serie B, della quale verranno prodotte 127.786 unità fino al 1966. Grazie al successo riscosso dai suoi autocarri (in particolare da serie N e serie B) Mack è cresciuta notevolmente e nel 1956 ha acquistato la Brockway, una delle più importanti aziende rivali nel settore degli autocarri, e gli impianti della Ahrens-Fox, un'azienda produttrice di autompompe. Nel 1959 è iniziata la produzione della serie G, la prima famiglia di autocarri Mack con cabina sopra il motore; questo modello rimarrà in produzione per poco tempo, a causa della somiglianza con il veicolo rivale prodotto dalla Kenworth e dell'uscita della serie F. Nel 1965 esce in sostituzione della serie B la serie R, che rimarrà in produzione fino al 2005, rivelandosi il modello di maggior successo della casa. Nel 1966 viene costruito un secondo impianto ad Oakville. Nel 1967 Mack viene acquistata dalla Signal, un'azienda produttrice di olio e gas. Nel 1970 viene completamente restaurata la sede dell'azienda. Nel 1977 viene definitivamente chiusa la Brockway.
Nel 1979 Renault ha acquistato il 10% delle azioni di Mack; dopo l'acquisizione Renault ha iniziato la produzione di autocarri leggeri Mack nei suoi impianti in Francia. Nel 1982 Renault ha aumentato la sua partecipazione in Mack al 20%, mentre la partecipazione della Signal è stata ridotta al 10%. Nel 1982 Renault ha ulteriormente aumentato la sua partecipazione al 40%. Nel 1987 Renault ha riorganizzato la sua struttura, cedendo le sue azioni della Mack alla Renault Trucks, a sua volta posseduta da Renault stessa. Nel 1990 Renault Trucks ha acquistato le rimanenti azioni di Mack, diventandone unica proprietaria; nello stesso anno è cessata definitivamente la produzione di autopompe.
Nel 2001 Volvo Group ha acquistato Renault Trucks, e di conseguenza anche Mack; Renault ha comunque mantenuto il 20% delle quote di Mack. Nel 2003, dopo l'uscita di produzione della serie Freedom, Mack è uscita definitivamente del mercato degli autocarri leggeri. Nel 2006 Mack ha registrato un anno di vendite record. Nel 2009, dopo più di 100 anni, Mack ha spostato la sua sede da Allentown a Greensboro.

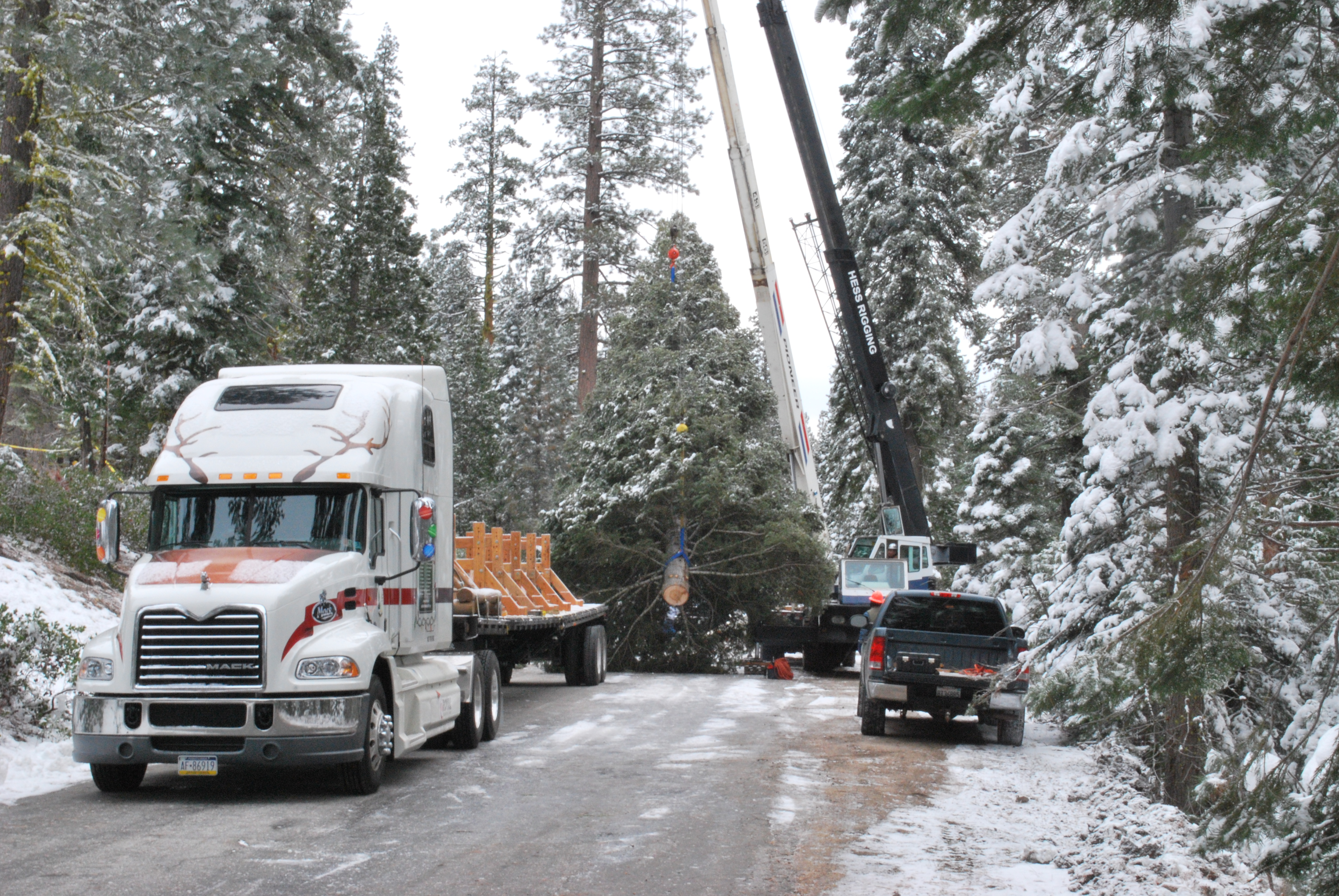
Mack Pinnacle

## Produzione attuale

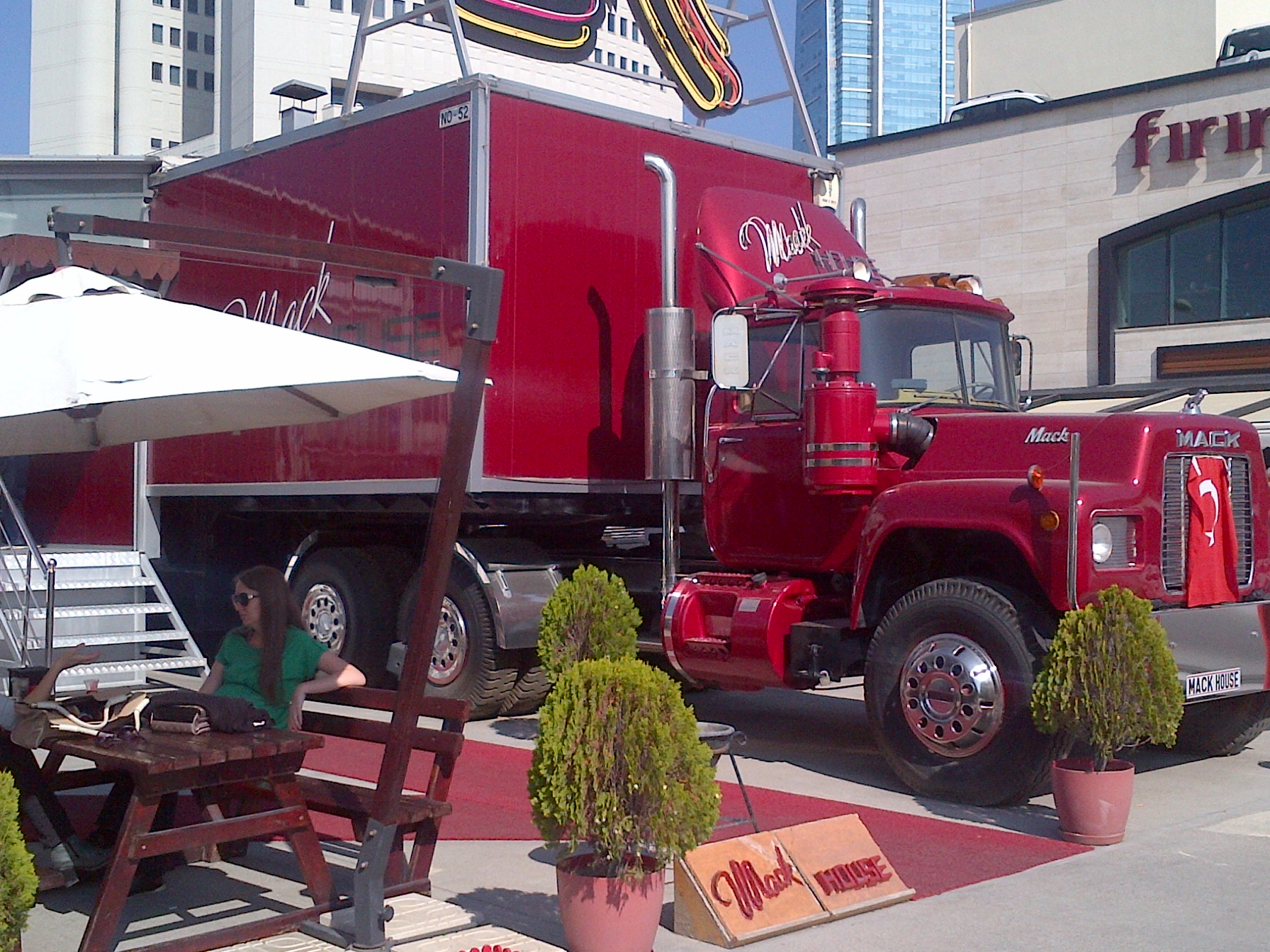
Ristorante Mack, Ankara

- Pinnacle
- Granite
- TerraPro
- Titan

## Simbolo
Il simbolo dell'azienda è il bulldog. Dal 1932 tutti i veicoli prodotti da Mack montano il simbolo del bulldog. Un autocarro Mack con un bulldog dorato indica che i componenti del veicolo sono stati interamente prodotti dalla Mack, mentre un autocarro Mack con un bulldog cromato indica che alcuni componenti sono stati prodotti da altre aziende.